# Boughton (Northamptonshire)
Boughton is een civil parish in het bestuurlijke gebied Daventry, in het Engelse graafschap Northamptonshire met 1112 inwoners.